# Small Wonders
Pour plus de détails, voir Fiche technique et Distribution.
Small Wonders est un film américain réalisé par Allan Miller (en), sorti en 1995.

## Synopsis
Un professeur de musique enseigne le violon à des enfants défavorisés de East Harlem.

## Fiche technique
- Titre : Small Wonders
- Autre titre : Fiddlefest
- Réalisation : Allan Miller (en)
- Photographie : Kramer Morgenthau
- Montage : Allan Miller (en)
- Production : Susan Kaplan et Allan Miller (en)
- Société de production : Four Oaks Foundation
- Pays :  États-Unis
- Genre : Documentaire
- Durée : 77 minutes
- Dates de sortie : 
  -  États-Unis : 1995

## Distinctions
Le film a été nommé à l'Oscar du meilleur film documentaire.